# Iso Selkäsaari (ö i Mellersta Finland, Jyväskylä, lat 62,13, long 25,59)
Iso Selkäsaari är en ö i Finland. Den ligger i sjön Muuratjärvi och i kommunen Muurame i den ekonomiska regionen  Jyväskylä ekonomiska region  och landskapet Mellersta Finland, i den södra delen av landet, 220 km norr om huvudstaden Helsingfors. Öns area är 37,3 hektar och dess största längd är 1 kilometer i sydöst-nordvästlig riktning.